# Bickleigh (Mid Devon)
Bickleigh – wieś w Anglii, w hrabstwie Devon, w dystrykcie Mid Devon.